# Tor Erland Janson Broström
Tor Erland Janson Broström, född 6 juni 1895 i Göteborg, död där 2 januari 1970, var en svensk skeppsredare. Han var systerson till Dan Broström.
Tor Erland Janson Broström var ursprungligen sjöofficer, från 1934 japansk konsul i Göteborg. Han tillhörde från 1922 ledningen för Broströmskoncernen, där han från 1934 var VD för Ångfartygs AB Tirfing och Ferm och var bland annat vice ordförande i styrelsen för Svenska Ostasiatiska Kompaniet och styrelsen för Svenska Amerika Linien.